# Crusade:Zero
Crusade:Zero – dziewiąty album studyjny polskiego zespołu deathmetalowego Hate. Wydawnictwo ukazało się 25 stycznia 2015 roku w Europie nakładem wytwórni muzycznej Napalm Records. W Stanach Zjednoczonych album trafił do sprzedaży 10 lutego 2015 roku. Płyta została zarejestrowana w białostockim Hertz Studio we współpracy z braćmi Wojciechem i Sławomirem Wiesławskim. Część utworów została nagrana w Efektura Studio w Warszawie we współpracy z Krzysztofem „Krisem” Wawrzakiem. Sesyjnie na płycie zagrał basista Filip „Heinrich” Hałucha, znany m.in. z występów w zespole Vesania. W ramach promocji do pochodzącego z płyty utworu „Valley Of Darkness” został zrealizowany teledysk.
Album został zadedykowany pamięci Sławomira „Mortifera” Archangielskiego (1985-2013).

## Lista utworów
Opracowano na podstawie materiału źródłowego.
| Nr  | Tytuł utworu                               | Słowa                | Muzyka                         | Długość |
| --- | ------------------------------------------ | -------------------- | ------------------------------ | ------- |
| 1.  | „Vox Dei (A Call From Beyond)”             | utwór instrumentalny | Adam Buszko, Michał Staczkun   | 1:36    |
| 2.  | „Lord, Make Me an Instrument of Thy Wrath” | utwór instrumentalny | Adam Buszko                    | 1:41    |
| 3.  | „Death Liberator”                          | Adam Buszko          | Adam Buszko                    | 6:00    |
| 4.  | „Leviathan”                                | Adam Buszko          | Adam Buszko                    | 6:25    |
| 5.  | „Doomsday Celebrities”                     | Adam Buszko          | Adam Buszko                    | 4:21    |
| 6.  | „Hate Is the Law”                          | Adam Buszko          | Adam Buszko                    | 5:27    |
| 7.  | „Valley of Darkness”                       | Adam Buszko          | Adam Buszko                    | 6:11    |
| 8.  | „Crusade Zero”                             | Adam Buszko          | Adam Buszko                    | 4:29    |
| 9.  | „The Omnipresence”                         | utwór instrumentalny | Michał Staczkun                | 1:02    |
| 10. | „Rise Omega the Consequence”               | Adam Buszko          | Adam Buszko, Konrad Ramotowski | 5:35    |
| 11. | „Dawn of War”                              | Adam Buszko          | Adam Buszko                    | 6:03    |
| 12. | „Black Aura Debris”                        | utwór instrumentalny | Michał Staczkun                | 1:52    |
| 13. | „The Reaping (utwór dodatkowy)”            | Adam Buszko          | Konrad Ramotowski              | 5:17    |
|     |                                            |                      |                                | 55:59   |

## Twórcy
Opracowano na podstawie materiału źródłowego.

- Adam „ATF Sinner” Buszko – gitara rytmiczna, gitara prowadząca, wokal prowadzący, produkcja muzyczna
- Konrad „Destroyer” Ramotowski – gitara rytmiczna, gitara prowadząca
- Paweł „Pavulon” Jaroszewicz – perkusja
- Filip „Heinrich” Hałucha – gitara basowa
- Michał Staczkun – sample, produkcja muzyczna
- Krzysztof „Kris” Wawrzak – miksowanie (1, 9), produkcja muzyczna
- Daniel Rusiłowicz – okładka, oprawa graficzna
- Wojciech i Sławomir Wiesławscy – inżynieria dźwięku, miksowanie (2-8, 10-13), mastering